# Octodurus
 (mai 2009).
Si vous disposez d'ouvrages ou d'articles de référence ou si vous connaissez des sites web de qualité traitant du thème abordé ici, merci de compléter l'article en donnant les références utiles à sa vérifiabilité et en les liant à la section « Notes et références ».
Octodurus du celtique *Octuduron ou *Oxtuduron « les huit portes » [?], également appelée Forum Claudii Vallensium est une cité celtique, puis romaine située sur le territoire actuel de Martigny, en Suisse.

## Histoire
La tribu des Véragres peuple la région de l'actuel Bas-Valais au Ve siècle av. J.-C. et dresse des fortifications au fond de la vallée, afin de contrôler simultanément le passage vers l'Italie via le col du Mont-Joux (actuel col du Grand Saint-Bernard) et vers le pays des Allobroges, via le col de la Forclaz et le col de Balme.

Martigny, fouille du site romain par Albert Naef, vers 1903-1906 (Archives cantonales vaudoises).
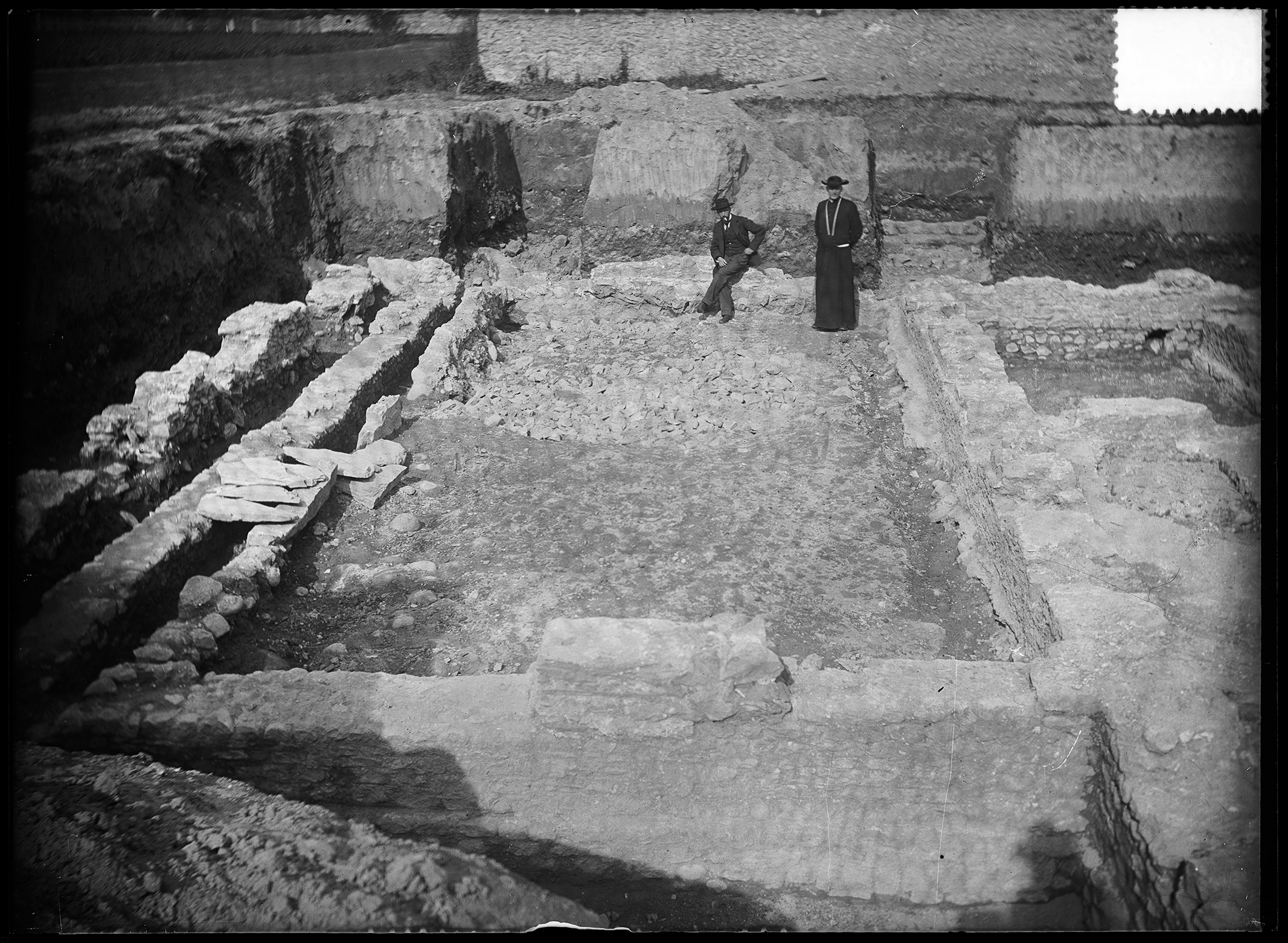
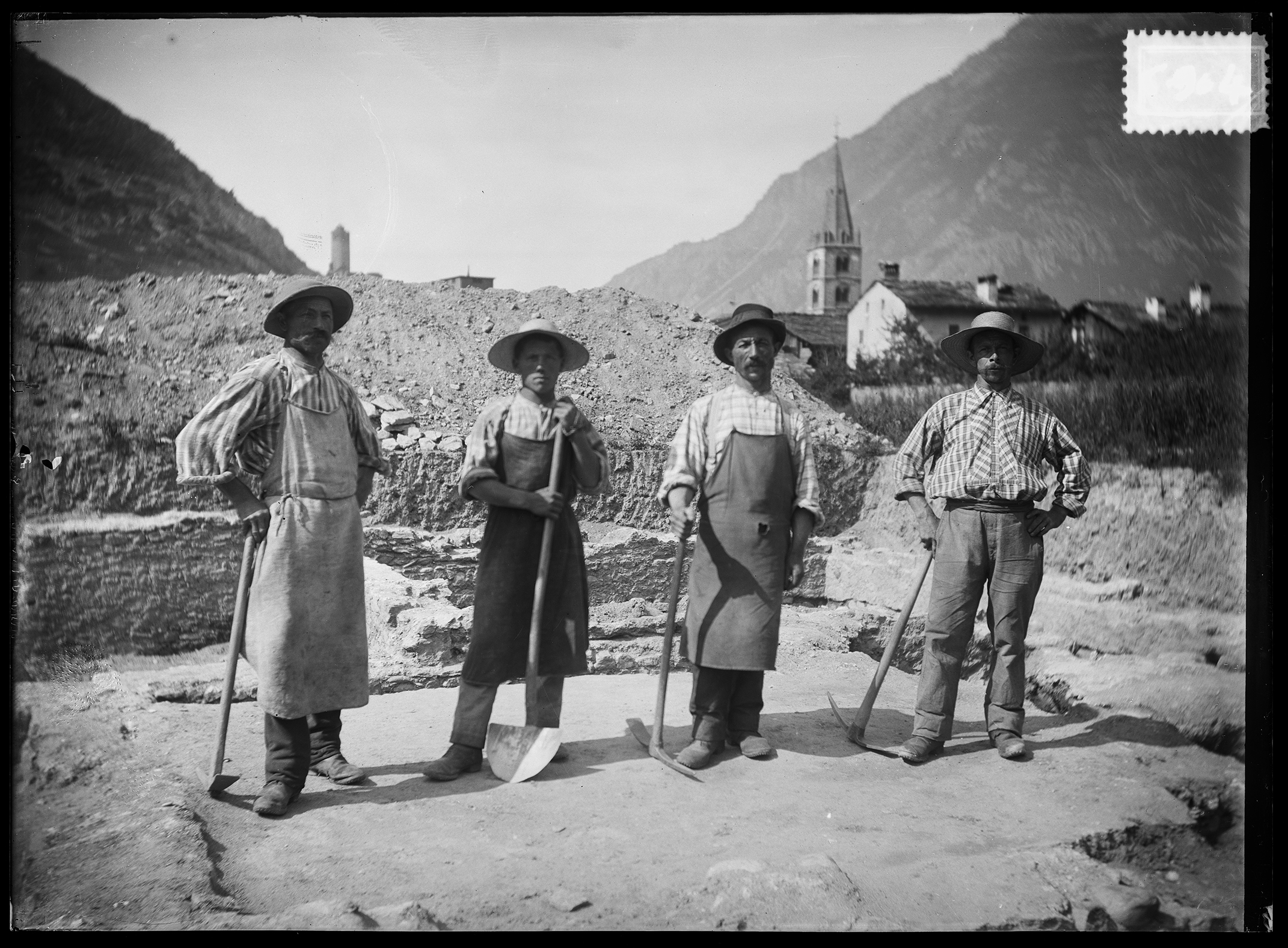
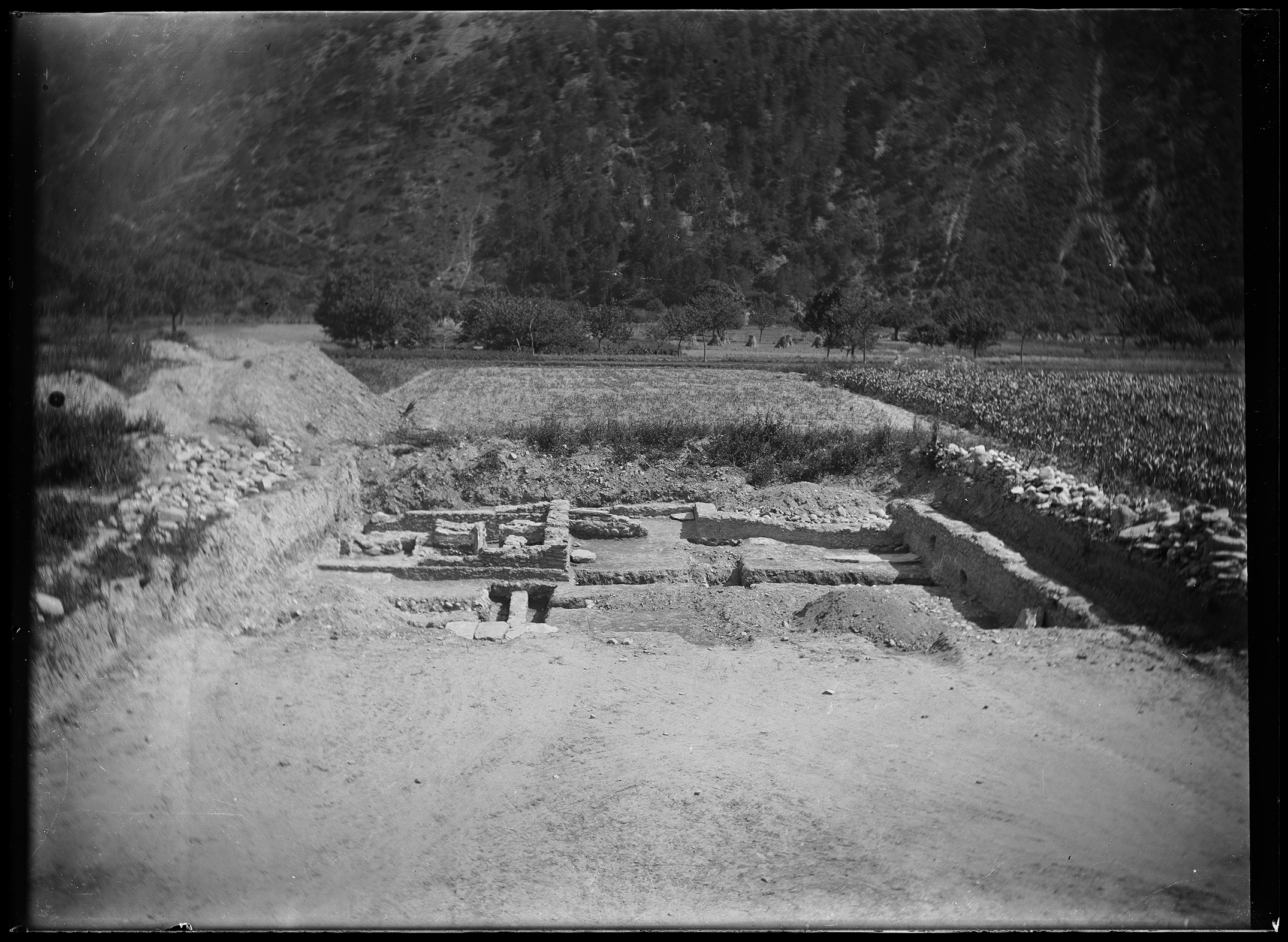
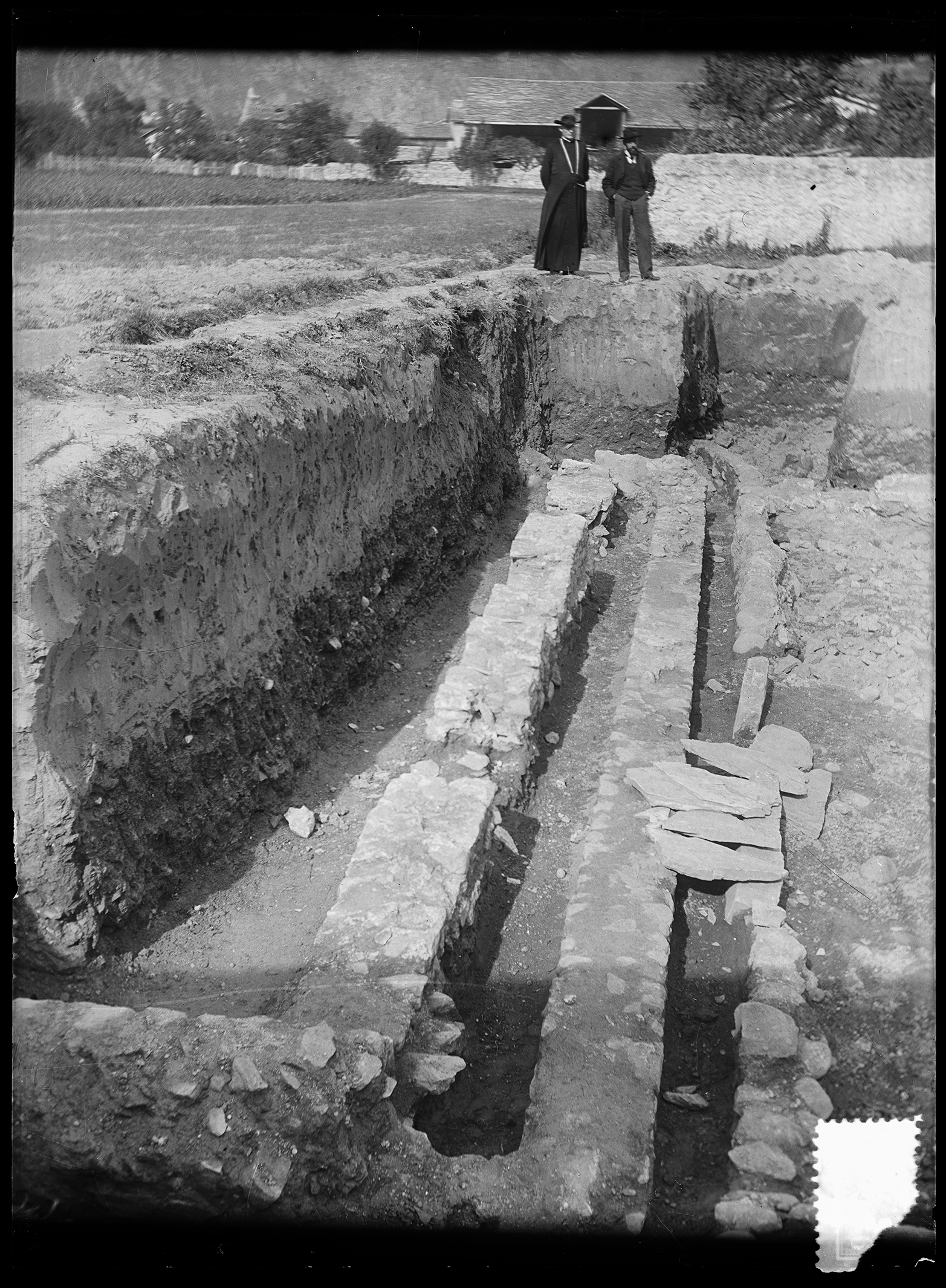
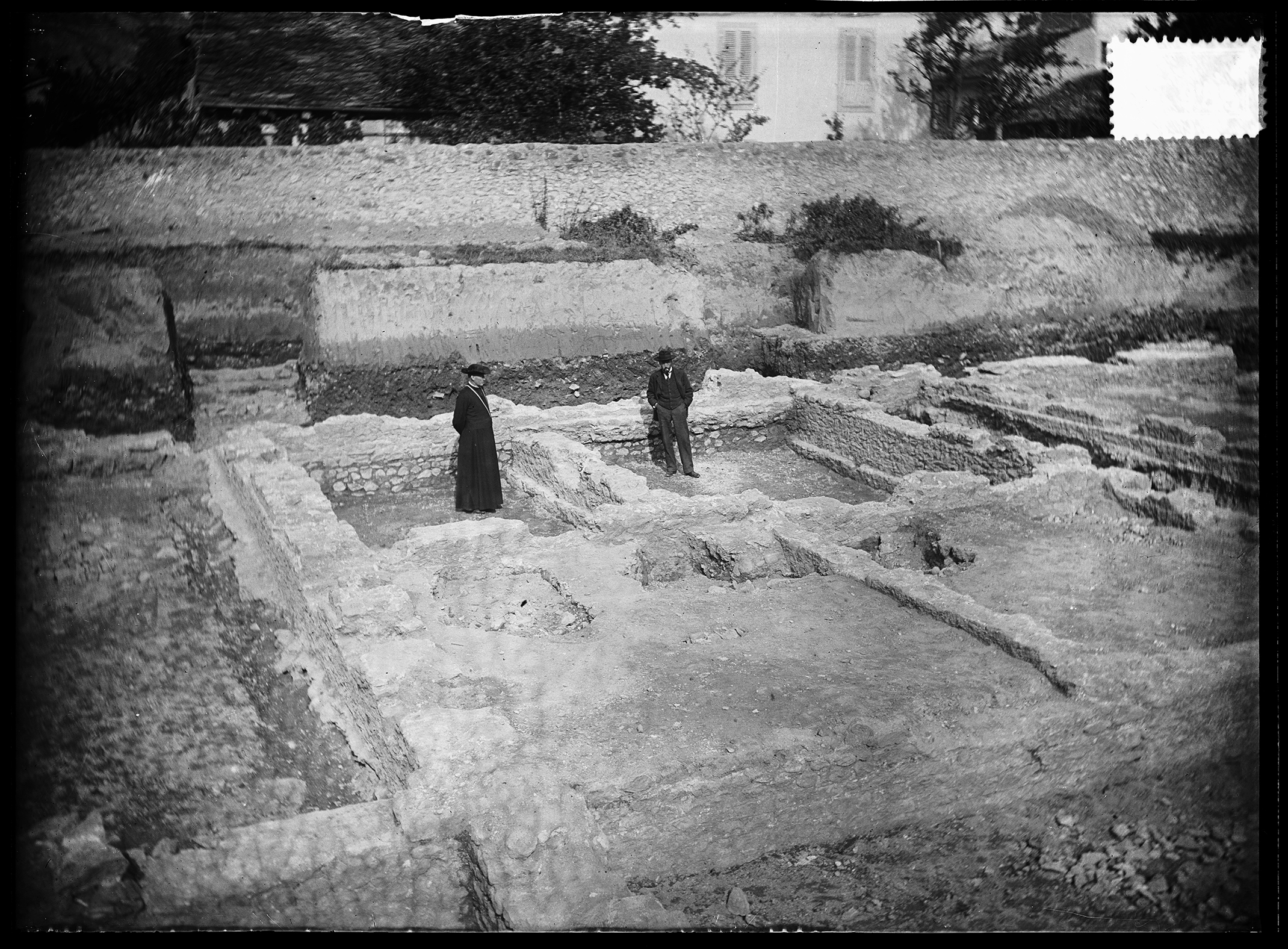

Dans la guerre des Gaules, Jules César parle des Véragres en -57, pendant un chapitre entier au sujet de la bataille d'Octodure, qui oppose les Véragres aidés des Sédunes (autre tribu du Valais) à la 12e légion romaine de Servius Galba. Les Romains étaient installés dans la bourgade d'Octodure pour l'hiver, mais les deux tribus les attaquent, et les Romains doivent se replier au pays des Allobroges en Savoie. Même si les Véragres ne sortent pas victorieux de ce combat, ils mettent momentanément en échec la tentative de César de contrôler le versant nord du col du Grand Saint-Bernard pour quelques décennies. Le Valais est conquis par les Romains vers 15 av. J.-C., et la ville devient trois décennies plus tard le Forum Claudii Vallensium, en l'honneur de l'empereur Claude. Elle devient aussi la capitale de la province Vallis Poenina.
Au début de notre ère, Octodure est un centre administratif politique et culturel. La cité est un point de rencontre important entre les civilisations celtes et méditerranéennes. C'est un centre gallo-romain sans problèmes économiques.

### La cité
Au centre de la ville, se trouvaient trois rangées de six insulae entourant le forum. Autour du forum étaient disposés beaucoup de boutiques et d'arcades, une basilique, un hôtel de ville et un marché couvert. De l'autre côté de la rue principale, on pense qu'il était prévu de construire l'area sacra du forum, avec un temple dédié à Jupiter. Mais la construction n'a pas eu lieu, certainement pour des raisons financières.

### L'amphithéâtre
L'amphithéâtre d'Octodurus est le seul monument dont tous les vestiges ont toujours été visibles. Il a été bâti vers l'an 100 apr. J.-C.[réf. nécessaire] et il était le siège des jeux antiques. Ensuite il fut abandonné pendant plus de 1 600 ans, puis a été rénové pour des activités sportives et des manifestations culturelles organisées spécialement pour le 700e anniversaire de la Confédération suisse. 
Il mesure 75,5 m dans le grand axe pour 63,7 dans le petit. Il n'a ni d'infrastructure de couloirs, ni d'escaliers ou de rampes. L'amphithéâtre d'Octodurus est un ovale, coupé en deux, avec six rampes pour accéder aux gradins et deux pour aller dans l'arène.
Ce vestige était un lieu de loisirs et il a accueilli plusieurs combats ; animaux contre animaux, animaux contre hommes ou alors hommes contre hommes[réf. nécessaire]. À cette époque, il pouvait contenir quelque 5 000 spectateurs.

### La domus
Une domus est une demeure urbaine dans l'Antiquité romaine. Une domus a été découverte à Octodurus en 1993 : la domus du génie domestique (appelée comme cela à cause d'une statuette découverte en 1993) est une grande maison mesurant plus de 600 m2 qui était occupée par une famille.
On trouve dans cette maison un péristyle, un jardin destiné à la détente entouré de portiques, ainsi que des bassins et un foyer pour chauffer une salle chaude, des bains privés et un triclinium (salle à manger). Cette domus comportait aussi une cuisine un verger et un potager.

### La cathédrale
Les fouilles qui ont été entreprises entre 1990 et 1993 dans le sous-sol de l’église paroissiale de Martigny ont permis de révéler les vestiges d’un premier petit lieu de culte chrétien. Il était aménagé à l’intérieur d’un complexe romain, qui devait probablement être une villa suburbana (palais résidentiel), sur laquelle fut construite, vers l’an 400, la première cathédrale du Valais. Aujourd'hui une église baroque a remplacé l'ancienne église.

### Le sanctuaire ouMithraeum
Ce sanctuaire se situe à proximité du Temenos et a été construit vers la fin du IIIe siècle. Il a été découvert lors de la construction d'un immeuble en 1993 et il a pu être conservé dans un sous-sol. Le Mitraeum mesure 23,36 mètres sur 8,95 et devait avoir une apparence austère, car il n'avait aucune fenêtre. On entrait dans le hall carré par une porte latérale. On y faisait des repas sacramentels, c'était donc un lieu religieux.